# Škoda Octavia II
Škoda Octavia II var den anden generation af Škoda Octavia, introduceret i juni 2004. Bilen var baseret på Volkswagen-koncernens PQ35-platform, som også blev benyttet til Audi A3, SEAT León og SEAT Altea såvel som Volkswagen Golf V, Volkswagen Golf VI, Volkswagen Golf Plus og Volkswagen Touran.
Udover et nyt motorprogram, som Octavia II delte med andre bilmodeller på samme platform, adskilte den sig fra forgængeren Octavia I gennem karrosseriændringer såvel som mere benplads bagi og mere hovedhøjde både foran og bagi.
I 2006 vandt Octavia Combi red dot design award i kategorien Produktdesign. Octavia blev i Europa bygget på fabrikkerne Mladá Boleslav og Vrchlabí i Tjekkiet og fra 2008 til 2010 også i Bratislava, Slovakiet.
I Indien hedder Octavia II Laura, for at adskille den fra første generation. I Østrig findes der en varebilsudgave af Octavia, Praktik.
Bagagerummet kan i Combi rumme 580 liter (1630 liter med fremklappet bagsæde) og i Limousine 585 liter (1455 liter med fremklappet bagsæde).

## Modelhistorie
- 6/2004: Introduktion af Octavia II Limousine.
- 1/2005: Introduktion af Combi.
- 5/2006: Udvidelse af ESP med Dynamic Steering Control og ekstraudstyrlisten med bjergigansætningshjælp (Hill Hold Control). 1,4 16V's effekt øges fra 55 kW/75 hk til 59 kW/80 hk.
- 6/2007: 1,9 TDI fås nu også med partikelfilter. Radioen Stream udvides med mp3-funktion. Siden november 2007 sælges med Octavia Combi 1,6 CNG for første gang en bil med bivalent naturgas/benzindrift[5].
- 1/2008: 2,0 FSI erstattes delvist af 1,8 TFSI. Ekstraudstyrslisten udvides med kurvelys og sølvfarvet tagræling. 2,0-liters dieselmotoren med 125 kW/170 hk omstilles i maj 2008 som den første fra pumpe/dyse- til commonrail-teknik og fås også med DSG-gearkasse. Alle TSI/TFSI- og TDI-motorer fås nu med DSG-gearkasse.
- 1/2009: Facelift. Nyheder: Xenonlygter med kurvelys og tågeforlygter med dagkørelys. Nakkestøtter foran med skuldertraumebeskyttelse standard. Tilpasning af kabinen også i Octavia RS, i forbindelse med DSG-gearkasse skiftevipper på det nye, treegede multifunktionsrat. 1,6 FSI med 85 kW/115 hk erstattes af 1,4 TSI med 90 kW/122 hk, og i juni erstattes 1,9 TDI med 77 kW/105 hk af 1,6 TDI med commonrail-teknik og samme effekt.
- 2/2010: 1,6 MPI med 75 kW/102 hk erstattes af 1,2 TSI med 77 kW/105 hk.
- 5/2010: 2,0 TDI med 103 kW/140 hk omstilles til commonrail-teknik.
- 12/2010: Den oprindelige version bygget mellem foråret 2004 og starten af 2009 videreføres som ny Octavia Tour[6].
- 9/2011: Udstyrsvarianterne Classic og Ambiente omdøbes til Active og Ambition.
- 4/2012: Scout-modellen tages af programmet.
- 1/2013: Produktionen indstilles.

- Bagfra
- Octavia Combi (2005–2009)
- Kabine (2004–2009)

## Motorer[7]
| Model               | Cylindre | Ventiler | Slagvolume cm³ | Max. effekt kW (hk) / omdr. | Max. drejningsmoment Nm / omdr. | Motorkode             | 0-100 km/t sek. | Topfart km/t | Byggeår           |
| ------------------- | -------- | -------- | -------------- | --------------------------- | ------------------------------- | --------------------- | --------------- | ------------ | ----------------- |
| Benzinmotorer       |          |          |                |                             |                                 |                       |                 |              |                   |
| 1.2 TSI             | 4        | 8        | 1197           | 77 (105) / 5000             | 175 / 1550 − 4100               | CBZB                  | 10,8            | 192          | 2/2010 − 1/2013   |
| 1.4 MPI             | 4        | 16       | 1390           | 55 (75) / 5000              | 126 / 3800                      | BCA                   | 15,5            | 170          | 5/2004 − 4/2006   |
| 1.4 MPI             | 4        | 16       | 1390           | 59 (80) / 5000              | 132 / 3800                      | BUD                   | 14,2            | 173          | 6/2006 − 2/2010   |
| 1.4 MPI             | 4        | 16       | 1390           | 59 (80) / 5000              | 132 / 3800                      | CGGA                  | 14,3            | 174          | 2/2010 − 1/2013   |
| 1.4 TSI             | 4        | 16       | 1390           | 90 (122) / 5000             | 200 / 1500 − 4000               | CAXA                  | 9,7             | 203          | 1/2009 − 1/2013   |
| 1.6 MPI             | 4        | 8        | 1595           | 75 (102) / 5600             | 148 / 3800                      | BGU / BSE / BSF       | 12,3            | 190          | 6/2004 − 1/2013   |
| 1.6 FSI             | 4        | 16       | 1598           | 85 (115) / 6000             | 155 / 4000                      | BAG / BLF / BLP       | 11,2            | 198          | 6/2004 − 12/2008  |
| 1.8 TSI             | 4        | 16       | 1798           | 112 (152) / 4300 − 6200     | 250 / 1500 − 4200               | CAKP                  | 8,1             | 219          | 2/2010 − 1/2013   |
| 1.8 TSI             | 4        | 16       | 1798           | 118 (160) / 5000 − 6200     | 250 / 1500 − 4200               | BZB                   | 7,8             | 223          | 6/2007 − 10/2008  |
| 1.8 TSI             | 4        | 16       | 1798           | 118 (160) / 4500 − 6200     | 250 / 1500 − 4500               | CDAA                  | 7,8             | 223          | 10/2008 − 1/2013  |
| 2.0 FSI             | 4        | 16       | 1984           | 110 (150) / 6000            | 200 / 3500                      | BLR / BLX / BVX / BVY | 9,3             | 213          | 1/2005 − 12/2008  |
| 2.0 FSI             | 4        | 16       | 1984           | 110 (150) / 5800            | 200 / 3500                      | BVZ / BLY             | 9,3             | 213          | 1/2005 − 12/2008  |
| 2.0 TFSI RS         | 4        | 16       | 1984           | 147 (200) / 5100 − 6000     | 280 / 1800 − 5000               | BWA                   | 7,3             | 240          | 10/2005 − 12/2008 |
| 2.0 TSI RS          | 4        | 16       | 1984           | 147 (200) / 5100 − 6000     | 280 / 1700 − 5000               | CAWB                  | 7,2             | 242          | 1/2009 − 1/2013   |
| Dieselmotorer       |          |          |                |                             |                                 |                       |                 |              |                   |
| 1.6 TDI DPF (CR)    | 4        | 16       | 1598           | 77 (105) / 4400             | 250 / 1500 − 2500               | CAYC                  | 11,3            | 191          | 6/2009 − 1/2013   |
| 1.9 TDI (PD)        | 4        | 8        | 1896           | 77 (105) / 4000             | 250 / 1900                      | BJB / BKC / BXE / BLS | 11,8            | 192          | 6/2004 − 10/2010  |
| 2.0 TDI DPF (PD)    | 4        | 8        | 1968           | 77 (105) / 3600             | 275 / 1750 − 2500               | CHWA                  | 11,4            | 192          | 10/2008 − 2/2010  |
| 2.0 TDI DPF (CR)    | 4        | 16       | 1968           | 81 (110) / 4200             | 250 / 1500 − 2500               | CBDC                  | 11,0            | 195          | 10/2010 − 1/2013  |
| 2.0 TDI DPF (CR)    | 4        | 16       | 1968           | 81 (110) / 4200             | 280 / 1750 − 2750               | CFHF                  | 11,0            | 195          | 1/2011 − 1/2013   |
| 2.0 TDI (PD)        | 4        | 16       | 1968           | 100 (136) / 4000            | 320 / 1750 − 2500               | AZV                   | 9,7             | 206          | 6/2004 − 5/2010   |
| 2.0 TDI (PD)        | 4        | 16       | 1968           | 103 (140) / 4000            | 320 / 1750 − 2500               | BKD                   | 9,6             | 208          | 6/2004 − 5/2010   |
| 2.0 TDI DPF (PD)    | 4        | 8        | 1968           | 103 (140) / 4000            | 320 / 1800 − 2500               | BMM                   | 9,6             | 208          | 12/2005 − 5/2010  |
| 2.0 TDI DPF (CR)    | 4        | 16       | 1968           | 103 (140) / 4200            | 320 / 1750 − 2500               | CFHC                  | 9,5             | 211          | 5/2010 − 1/2013   |
| 2.0 TDI RS DPF (PD) | 4        | 16       | 1968           | 125 (170) / 4200            | 350 / 1750 − 2500               | BMN                   | 8,4             | 225          | 10/2005 − 4/2008  |
| 2.0 TDI RS DPF (CR) | 4        | 16       | 1968           | 125 (170) / 4200            | 350 / 1750 − 2500               | CEGA                  | 8,3             | 226          | 5/2008 − 1/2013   |

1. 1 2 3 4 5 6 7  Denne motor findes ikke på det danske modelprogram

## Facelift
Den 3. januar 2009 startede den faceliftede udgave af Octavia, som Škoda allerede havde introduceret på Paris Motor Show i oktober 2008.
Den fra slutningen af 2008 bestilbare bil var såvel teknisk som optisk modificeret. Foran blev formen på forlygterne og tågeforlygterne ændret, motorhjelmen stærkere konturieret og kølergrillen modificeret. Derudover blev det nedre luftindtag smallere og stødlisterne af sort kunststof bortfaldt. Den faceliftede model fik også større sidespejle og lakerede sidebeskyttelseslister. Bagpå blev baglygternes design modificeret og reflektorerne befandt sig nu − ligesom hidtil på RS-modellen − i den nederste del af den nu komplet i bilens farve lakerede kofanger, hvis form ligeledes blev ændret. Samtidig kom der nye udvendige farver og nye alufælge.
Kabinen blev forsynet med andet indtræk og dyrere materialer. Også betjeningsenheden til klimaanlægget hhv. klimaautomatikken blev ændret ligesom radioen, rattet og instrumentbrættet. RS- og Scout-modellerne blev først faceliftet i maj 2009.
Ny i motorprogrammet var 1,4 TSI med 90 kW/122 hk, som ligesom alle øvrige TSI-motorer kunne fås med syvtrins DSG-gearkasse. Som ekstraudstyr tilbydes xenonforlygter med kurvelys, og som standardudstyr nakkestøtter foran med skuldertraumebeskyttelse. Der kom også en GreenLine-model med 1,6 TDI-motor med 77 kW/105 hk.
- Octavia Limousine (2009−2013)
- bagfra
- Octavia Combi (2009−2013)
- Kabine (2009−2013)

## Octavia RS
Siden 2005 fås den sportsligere Octavia RS, i Storbritannien og Irland kaldet vRS, som såvel Limousine som Combi. Benzinmodellen med 147 kW/200 hk blev i 2006 suppleret med en dieselmodel med 125 kW/170 hk. RS adskiller sig fra den almindelige Octavia gennem de standardmonterede xenonforlygter samt et modificeret frontparti med større køleluftindtag og modificerede hækskørter med reflekser. På grund af de stærkere motorer blev bremseskiverne forstørret til en diameter på 312 mm. Dieselmotoren med 125 kW/170 hk havde i starten pumpe/dyse-indsprøjtning, men fik i midten af 2008 commonrail-indsprøjtning.
I starten af 2009 fik Octavia RS et facelift i kabinen og optiske modifikationer. Herved blev det nye klimaanlæg Climatronic, de nye radioer og det modificerede kombiinstrument overtaget fra den almindelige Octavia. Samtidig kom der et nyt treeget sportsrat i kabinen. I forbindelse med DSG-gearkasse tilbydes et treeget multifunktionsrat med skifteknapper. Udvendigt blev specielt frontpartiet, skørterne, lygterne og spejlene modificeret.
- Octavia RS Combi (2005–2009)
- Octavia RS Combi (2009−2013)
- Octavia RS Limousine (2009−2013)
- Kabine og instrumentbræt (2009−2013)

## Octavia Scout
Siden 2007 findes med Octavia Scout en SUV-udgave af Octavia i modelprogrammet. Denne er på grund af firehjulstræk og øget frihøjde bedre egnet til terrænkørsel. Frihøjden er i forhold til Octavia 4x4 øget med yderligere fire centimeter til 18 cm. Krafttilførslen til alle fire hjul foregår gennem en Haldexkobling. Denne drivlinje benyttes også i Volkswagen Golf V og Audi A3.
I starten af 2009 blev Octavia Scout faceliftet og tilpasset det aktuelle mærkedesign. Siden april 2012 findes Octavia Scout ikke længere i modelprogrammet.

## Octavia Tour
Mellem slutningen af 2010 og midten af 2012 solgtes den oprindelige version af Octavia II i visse lande (f.eks. Tjekkiet, Slovakiet, Polen, Ungarn, Slovenien og Bulgarien) som Octavia Tour. Denne version var efterfølgeren for den første Octavia Tour, som frem til 2010 blev bygget sideløbende med Octavia II.
Den nye Octavia Tour havde et mere simpelt kabineudstyr end den faceliftede Octavia II, som f.eks. manglende kromapplikationer på gearstang, rat og dørhåndtag, men havde bortset fra ulakerede kunstofsidespejle og -dørhåndtag samt manglende sidebeskyttelseslister samme udvendige design som den oprindelige version af Octavia II. I Europa fandtes Octavia II Tour udelukkende med benzinmotorer på 1,4 liter/59 kW (80 hk) og 1,6 liter/75 kW (102 hk).
Produktionen af Octavia II Tour indstilledes med udløbet af modelåret 2012 (uge 21/2012). Hullet mellem Škoda Fabia II og Octavia III udfyldes nu af Škoda Rapid.

## Octavia Green E Line
I 2010 introduceredes på Paris Motor Show en prototype med eldrift på basis af Octavia. Fabrikanten oplyser at de 180 Lithium-ion celler giver bilen en rækkevidde på 140 km. Batteriet vejer 315 kg og kan fra en 230V stikkontakt oplades på i alt otte timer. Batteriet driver en motor med en effekt på 60 kW/82 hk, som efter behov kan yde 85 kW/115 hk. Aggregatet med et maksimalt drejningsmoment på 270 Nm giver bilen en acceleration fra 0 til 100 km/t på under 12 sekunder og en elektronisk begrænset topfart på 135 km/t. Bilen har et sort med solcellepaneler beklædt tag og flade fælge.